# Lev Razgon
Lev Emmanuilovich Razgon (russo: Лев Эммануилович Разгон) (1 de Abril de 1908, Gorki, província de Minsk, - 8 de setembro de 1999, Moscou ) foi um escritor russo, detento do Gulag e ativista dos direitos humanos.

## Biografia
Em 1932, ele se formou na faculdade de história do Instituto Pedagógico Estatal de Moscou.
Razgon se juntou ao NKVD em 1933 e por dois anos trabalhou em um departamento especial liderado por seu sogro Gleb Bokii. Em 1937, após a prisão do sogro, Razgon foi expulso do NKVD.
Em 18 de abril de 1938, ele foi preso e passou os próximos 17 anos em prisões, Gulags e em exílio interno. Em 1955, ele foi libertado e reabilitado.
Depois da reabilitação, ele reiniciou a escrever publicando uma série de livros sobre suas memórias no Gulag. Em 1987, revistas literárias começaram a publicar trechos de suas memórias.
Em 1988, a revista Ogonyok publicou o livro Zhena Prezidenta (A esposa do presidente ) de Lev Razgon uma história inacreditável mas verdadeira, com  Ekaterina Kalinina, a esposa do primeiro presidente soviético Mikhail Kalinin, que serviu em campos detrabalho forçados em Komi
Juntamente com Aleksandr Solzhenitsyn, Razgon estava entre os fundadores do Memorial. Ele foi um membro do PEN Internacional e da Comissão de Clemência criada por Boris Yeltsin, na qual colaborou para a abolição da pena de morte na Rússia e na reforma do sistema judicial.

## Obras
Entre seus livros estão:
- Shestaja Stantsiya (The Sixth Station, 1964),
- Odin God i Vsya Zhizn (One Year and All Life, 1973),
- Sila Tyazhesti (Force of Gravity, 1979),
- Zrimoe Znanie (Visible Knowledge, 1983),[7]
- Moskovskie Povesti(The Moscow Stories, 1983),[8]
- Nepridumannoye (The Not Made-up, 1988),[9]
- Pered Raskrytymi Delami (Before Revealed Cases, 1991),[10]
- Pozavchera i Segodnya (The Day before Yesterday and Today, 1995).[11]

Seu livro Nepridumannoye também foi publicado sob o título Plen v Svoyom Otechestve (Captivity in One's Own Homeland, 1994), e foi traduzido para o Inglês sob o título True Stories em 1995.

## Prêmios
Em 1998, Razgon foi homenageado com a Ordem por Mérito à Pátria da quarta classe, por sua contribuição pessoal para a literatura nacional, a participação activa nas reformas democráticas na Rússia e em conexão com seu nonagésimo aniversário, Razgon também foi homenageado com o prêmio Andrei Sakharov "pela sua coragem civil de escritor".